# 瑞尔韦库尔
瑞尔韦库尔（法語：Julvécourt，法語發音：[ʒylvekuʁ]）是法国默兹省的一个市镇，属于凡尔登区。

## 地理
瑞尔韦库尔（49°3'47"N, 5°11'27"E）面积8.7 平方千米，位于法国大東部大區默兹省，该省份为法国西北部内陆省份，北与比利时接壤，西接马恩省和阿登省，南至上马恩省和孚日省，东临默尔特-摩泽尔省。
与瑞尔韦库尔接壤的市镇（或旧市镇、城区）包括：弗鲁瓦多、伊佩库尔、拉瓦、莱苏埃姆-朗蓬、库桑塞河畔维尔。

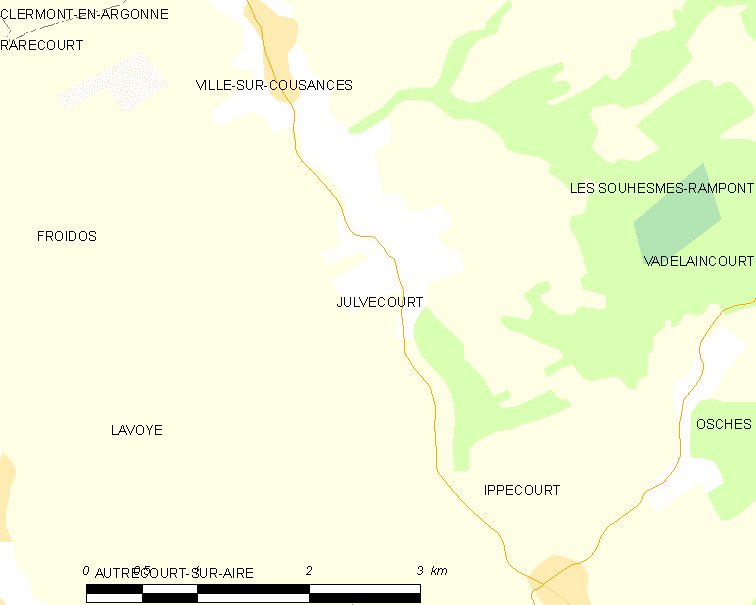
瑞尔韦库尔的OSM定位图

瑞尔韦库尔的时区为UTC+01:00、UTC+02:00（夏令时）。

## 行政
瑞尔韦库尔的邮政编码为55120，INSEE市镇编码为55260。

## 政治
瑞尔韦库尔所属的省级选区为默兹河畔迪约县。

## 人口

1962-2008年间瑞尔韦库尔人口变化图示

瑞尔韦库尔于2022年1月1日时的人口数量为59人。